# Anne Holt
Anne Holt (Larvik, Noruega, 16 de novembre de 1958) és una escriptora de novel·les de gènere policíac, advocada i exministra de justícia noruega.

## Infància i joventut
Va néixer a Larvik, va créixer a Lillestrøm i Tromsø, i es va establir a Oslo el 1978. Es va graduar en Dret a la Universitat de Bergen el 1986.

## Carrera
Va treballar per la Norsk Rikskringkasting (Companyia Noruega de Radiodifusió) del 1984 al 1988 i després al departament de Policia d'Oslo durant dos anys. El 1990 va tornar a la Companyia Noruega de Radiodifusió (NKR) exercint de periodista i redactora en cap del programa informatiu Dagsrevyen. També va obrir el seu propi bufet el 1994 i fou nomenada ministra de Justícia en el govern presidit per Thorbjørn Jagland del novembre de 1996 al febrer de 1997. Va deixar el càrrec per problemes de salut, i fou reemplaçada per Gerd-Liv Valla.
Va debutar com a escriptora el 1993 amb la novel·la Blind gudinne (traduïda al castellà com a La diosa ciega), protagonitzada per l'agent de policia Hanne Wilhelmsen, sobre la qual ja se n'han publicat set títols. Les novel·les Løvens gap (traduïda al castellà com En las fauces del león) de 1997 i Uten ekko (traduïda al castellà com Sin eco) de 2000 les va escriure en col·laboració amb Berit Reiss-Andersen. El 2001 amb Det som er mitt (traduïda al castellà com Castigo) va iniciar una nova sèrie protagonitzada per la psicòloga criminal Inger Johanne Vik i el comissari de policia Yngvar Stubø.
És una de les escriptores de novel·les de més èxit a Noruega. Els seus llibres s'han editat en 25 països, i Val McDermid, escriptor escocès de gènere policíac, va dir en una ocasió que "Anne Holt és l'última escriptora de novel·la negra per revelar com de veritablement fosca es torna Escandinàvia".

### Sèrie Hanne Wilhelmsen
- 1993 Blind gudinne (traduïda al castellà com a "La diosa ciega").
- 1994 Salige er de som tørster (traduïda al castellà com a "Bienaventurados los sedientos").
- 1995 Demonens død (traduïda al castellà com a "El hijo único").
- 1997 Løvens gap, en col·laboració amb Berit Reiss-Andersen (traduïda al castellà com a "En las fauces del león").
- 1999 Død joker (La broma).
- 2000 Uten ekko, en col·laboració amb Berit Reiss-Andersen (traduïda al castellà com a "Sin eco").
- 2003 Sannheten bortenfor.
- 2007 1222.
- 2015 Offline.

### Sèrie Inger Johanne Vik
- 2001 Det som er mitt (traduïda al castellà com a "Castigo").
- 2004 Det som aldri skjer (traduïda al castellà com a "Crepúsculo en Oslo").
- 2006 Presidentens valg (traduïda al castellà com a "Una mañana de mayo").
- 2009 Pengemannen (traduïda al castellà com a "Noche cerrada en Bergen").
- 2012 Skyggedød (traduïda al castellà com a "Lo que esconden las nubes oscuras").

### Sèrie Dra. Sara Zuckerman
- 2010 Flimmer, en col·laboració amb el seu germà Even Holt.
- 2014 Sudden Death, en col·laboració amb el seu germà Even Holt.

### Sèrie May-Britt & March-Britt
- 2010 Mai-Britt, Mars-Britt og campingvogna.
- 2011 Mai-Britt, Mars-Britt og mopsen Muntermor.

### Altres obres
- 1997 Mea culpa.
- 1998 I hjertet av VM. En fotballreise, en col·laboració amb Erik Langbråten
- 1999 Bernhard Pinkertons store oppdrag.

## Guardons
- 1994 Premi Riverton (Millor novel·la criminal de l'any).[2] Noruega
- 1995 Premi del gremi de venedors de llibres noruec. Noruega
- 2001 Premi Cappelen.[3] Noruega
- 2012 The Great Calibre Award of Honor. Polònia.
- 2012 Shortlisted for the Macavity Award (millor novel·la de misteri). Estats Units d'Amèrica.
- 2012 Shortlisted for the Shamus Award (millor novel·la policíaca de tapa dura).[4] Estats Units d'Amèrica.
- 2012 Shortlisted for the Edgar Allan Poe Awards (millor novel·la).[5] Estats Units d'Amèrica.

## Adaptació a la televisió
A la tardor de 2015 es va estrenar la sèrie de televisió Modus al canal suec TV4 amb un gran èxit d'audiència. La primera temporada de la sèrie està basada en la novel·la Pengemannen (traduïda al castellà com Noche cerrada en Bergen), quarta de la sèrie sobre Inger Johanne Vik. El guió va ser adaptat per Mai Brostrøm i Peter Thorsboe. Està prevista una segona temporada per al 2017 inspirada en la segona novel·la de la sèrie Det som aldri skjer (traduïda al castellà com Crepúsculo en Oslo).